# Kitsai
Cet article concerne la langue kitsai. Pour le peuple kitsai, voir Kitsais.
Le kitsai est une langue amérindienne de la famille des langues caddoanes au sein desquelles elle constitue un sous-groupe. Plus proche du pawnee que du wichita, c'est la moins connue des langues caddoanes.
Le kitsai était parlée dans la région d'Anadarko, en Oklahoma. La langue est éteinte depuis 1940 environ, date de la mort de la dernière locutrice, Kai Kai. Seule une partie de la langue kitsai put être sauvegardée avant la disparition du dernier locuteur kitsai, dans les années 1930.

## Phonologie

### Consonnes
|              | Bilabiale | Dentale | Palatale | Vélaire | Glottale |
| ------------ | --------- | ------- | -------- | ------- | -------- |
| Occlusive    | p [p]     | t [t]   | ty [tʲ]  | k [k]   | ʾ [ʔ]    |
| Fricative    |           | s [s]   |          | x [x]   | h [h]    |
| Affriquée    |           |         | c [ts]   |         |          |
| Liquide      |           | r [r]   |          |         |          |
| Nasale       | n [n]     |         |          |         |          |
| Semi-voyelle | w [w]     |         | y [j]    |         |          |